# 사족보행

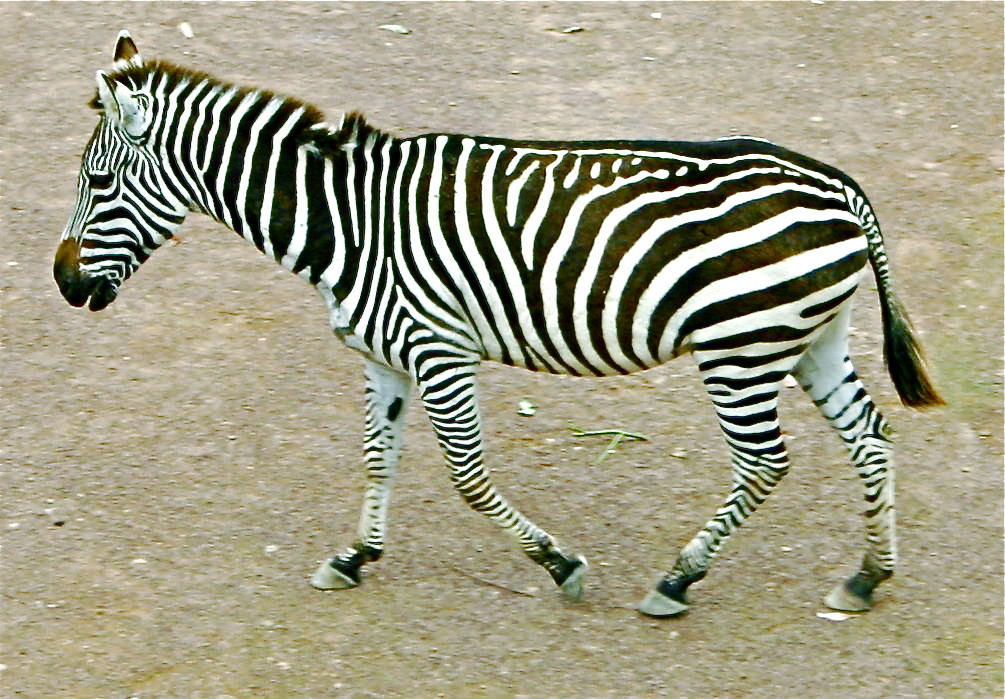
얼룩말은 사족보행을 하는 동물의 예다.

사족보행(quadrupedalism) 혹은 몸을 지면에 평행하게 해서 걷는(pronograde) 자세는 육상에서 동물이 네 다리를 모두 이용해서 이동하는 방법이다. 네 다리를 모두 이용해 이동하는 동물을 사족보행동물이라고 한다. 대부분의 사족보행동물은 척추동물이며 여기에는 소, 개, 고양이, 코끼리, 기린, 늑대, 사자, 코뿔소, 얼룩말, 사슴, 호랑이, 치타, 하이에나, 표범, 하마 등의 포유류와 도마뱀과 악어같은 파충류가 포함된다.
조류, 인간, 곤충, 갑각류, 그리고 뱀은 일반적으로 사족보행동물이 아니지만 예외도 있는데, 사마귀는 사족보행을 한다. 몇몇 조류들은 경우에 따라 사족보행을 하기도 한다. 예를 들어 넓적부리황새는 때때로 먹이를 잡기 위해 몸을 기울인 후 날개를 이용해 몸을 바로 세우기도 한다.

## 사족보행동물과 네발동물
사족보행동물과 네발동물이라는 단어는 모두 네 개의 발을 가지고 있다는 의미의 단어에서 유래했지만 둘의 뜻은 다르다. 네발동물은 린네 분류체계의 사지상강 (특정 네발 달린 조상으로부터 유래한 모든 자손) 에 속한 동물이며 사족보행동물은 이동에 네 개의 다리를 이용하는 동물이다. 모든 네발동물이 사족보행동물인 것은 아니며 모든 사족보행동물이 네발동물인 것도 아니다.
사족보행동물과 네발동물의 구분은 진화생물학에서 매우 중요한데 특히 네발동물의 다리가 다른 역할에 적응하게 되었을 때 (사람의 손, 새의 날개, 그리고 고래의 지느러미 등) 이 둘을 잘 구분해야 한다. 이 동물들은 모두 네발동물이지만 이들 중 어느 것도 사지보행동물이 아니다. 뱀의 경우 다리가 흔적기관이 되거나 완전히 없어졌지만 여전히 네발동물로 분류된다.
대부분의 사족보행동물은 네발동물이지만 몇몇 예외가 있다. 예를 들어 곤충 중에서 사마귀는 사족보행동물이다.

## 인간의 경우
2005년 7월 터키의 농촌 지역에서 과학자들이 자연적으로 손과 발을 모두 이용해서 걷는 다섯 명의 쿠르드족 형제자매들을 발견했다. 손등걷기를 하는 침팬지와 달리 이 사족보행 가족은 손바닥을 이용해서 걷기 때문에 손가락을 민첩하게 놀리는 능력을 보존할 수 있었다. 이와 비슷한 경우가 칠레에서도 보고되었는데 칠레의 사례는 계속 조사중이며 2006년 3월 현재 보고서가 아직 공개되지 않았다.
네 발로 걷는 가족이 발견되자 과학자들은 인류 진화의 역사를 독특한 관점에서 보게 될 기회를 얻었다. 런던 정경대의 니콜라스 험프리와 존 스코일스, 캠브리지 대학의 로저 케인스는 이들의 걸음걸이가 두 가지 드문 현상이 같이 일어났기 때문이라고 주장했다. 먼저, 어린아일 때 무릎을 이용해 기어다니는 대신 이들은 발로 몸을 지탱해 "웅보"로 돌아다니는 법을 배웠다. 두번째로, 태어날 때부터 뇌의 기능이상이 있어서 두 다리로 균형을 잡는 것이 어려웠다. 그래서 이들의 이동능력이 이족보행 대신 웅보를 이용하는 쪽으로 유도되었다는 것이다.
막스플랑크 연구소의 스테판 문들로스와 같은 다른 과학자들은 이 가족의 독특한 걸음걸이가 유전적인 이상에서 온 것이라고 생각한다. 문들로스는 17번 염색체의 한 부분이 인간의 이족보행을 담당한다는 것을 발견했다.

### 운동으로서의 사족보행
파쿠르와 자유달리기, 그리고 조르주 에베르의 자연요법을 수행하는 많은 사람들이 몸 전체의 힘을 기르기 위해 사족보행으로 이동하는 것이 유익하다고 본다. 난이도를 조절하기 위해 빨리, 혹은 천천히, 혹은 동작을 과장해 할 수 있고, 팔굽혀펴기나 계단을 내려가는 효과를 얻을 수 있다. 네 다리로 이동하는 운동은 허벅지, 코어, 어깨, 그리고 삼두근 등 몸의 앞쪽 근육 전체를 단련시켜준다.
일본인인 켄이치 이토는 네 다리를 이용해 빠르게 달리는 것으로 유명하다.
스티븐 제라드도 사족보행을 즐기는 축구선수로 유명하다.

## 사족보행 로봇
빅도그(BigDog)는 동적으로 자세를 안정시키는 사족보행 로봇으로 2005년에 보스턴 다이나믹스와 포스터-밀러, NASA 의 제트 추진 연구소, 그리고 하버드 대학 콩코드 필드 스테이션에 의해 만들어졌다.

## 같이 보기
- 이족보행